# Oconee (Illinois)
Oconee is een plaats (village) in de Amerikaanse staat Illinois, en valt bestuurlijk gezien onder Shelby County.

## Demografie
Bij de volkstelling in 2000 werd het aantal inwoners vastgesteld op 202. In 2006 is het aantal inwoners door het United States Census Bureau geschat op 190, een daling van 12 (-5,9%).

## Geografie
Volgens het United States Census Bureau beslaat de plaats een oppervlakte van 0,9 km², geheel bestaande uit land. Oconee ligt op ongeveer 204 m boven zeeniveau.

## Plaatsen in de nabije omgeving
De onderstaande figuur toont nabijgelegen plaatsen in een straal van 16 km rond Oconee.